# (3914) Kotogahama
(3914) Kotogahama es un asteroide perteneciente al cinturón de asteroides, descubierto el 16 de septiembre de 1987 por Tsutomu Seki desde el Observatorio de Geisei, Geisei, Japón.

## Designación y nombre
Designado provisionalmente como 1987 SE. Fue nombrado Kotogahama en homenaje a la playa "Kotogahama", situada a 2 km al sur de Geisei en Japón.